# Neofundulus ornatipinnis
Neofundulus ornatipinnis – gatunek ryby z rodziny strumieniakowatych (Rivulidae) i rzędu karpieńcokształtnych. Występuje w Paragwaju. Osiąga do 7,0 cm długości. Bardzo trudny do utrzymania w akwarium.